# 42-я улица (мюзикл)
«42-я улица» (англ. 42nd Street) — мюзикл Гарри Уоррена (музыка) и Ала Дубина (слова песен) на либретто Майкла Стюарта и Марка Брамбла. Основой послужили книга Брадфорда Роупса и вышедший на экраны в 1933 году кинофильм по её мотивам.
Премьера состоялась на Бродвее в июне 1980 года. Спектакль был отмечен премией «Тони» за лучший мюзикл.
Когда в 1984 году «42-ю улицу» поставили на лондонском Вест-Энде, она удостоилась и главной британской театральной награды, премии Лоренса Оливье (за лучший новый мюзикл).